# Wish You Were Here Tour
Il Wish You Were Here Tour, noto anche come North American Tour, è stato un tour dei Pink Floyd tenutosi nel 1975 a sostegno del loro album in uscita Wish You Were Here. Il tour è stato diviso in due tappe negli Stati Uniti, West Coast e East Coast, e un concerto nel Regno Unito al Knebworth Fest.
In questo tour vennero suonati nella prima parte brani ancora inediti: il brano Have a Cigar e la suite Shine On You Crazy Diamond (che è stata divisa in due parti con Have a Cigar al centro) e che verranno pubblicati nell'album Wish You Were Here del 1975, e le versioni embrionali di Sheep e Dogs, rispettivamente note all'epoca come Raving and Drooling e You've Got to Be Crazy, che verranno pubblicate nel 1977 nell'album Animals. Nella seconda parte veniva invece suonato per intero l'album The Dark Side of the Moon pubblicato nel 1973.
L'ultimo concerto del tour è stata l'esibizione del Knebworth Festival, dove i Pink Floyd hanno avuto il ruolo di attrazione principale, e che comprendeva anche Steve Miller Band, Captain Beefheart e Roy Harper (che si unirono ai Pink Floyd sul palco per cantare Have a Cigar). Il concerto di Knebworth è stata l'ultima volta che la band ha suonato Echoes e l'intero album The Dark Side of the Moon con Roger Waters.

## Formazione
- David Gilmour – voce, chitarra
- Roger Waters – basso, voce
- Richard Wright – tastiere, voce
- Nick Mason – percussioni

musicisti addizionali:
- Dick Parry – sassofono
- The Blackberries (Venetta Fields & Carlena Williams) – coriste

## Date del tour
| Date           | Città             | Paese        | Sede                     |
| Nord America   | Nord America      | Nord America | Nord America             |
| -------------- | ----------------- | ------------ | ------------------------ |
| 8 aprile 1975  | Vancouver         | Canada       | Pacific Coliseum         |
| 10 aprile 1975 | Seattle           | Stati Uniti  | Seattle Center Coliseum  |
| 12 aprile 1975 | Daly City         | Stati Uniti  | Cow Palace               |
| 13 aprile 1975 | Daly City         | Stati Uniti  | Cow Palace               |
| 17 aprile 1975 | Denver            | Stati Uniti  | Denver Coliseum          |
| 19 aprile 1975 | Tucson            | Stati Uniti  | Tucson Convention Center |
| 20 aprile 1975 | Tempe             | Stati Uniti  | ASU Activity Center      |
| 21 aprile 1975 | San Diego         | Stati Uniti  | San Diego Sports Arena   |
| 23 aprile 1975 | Los Angeles       | Stati Uniti  | Los Angeles Sports Arena |
| 24 aprile 1975 | Los Angeles       | Stati Uniti  | Los Angeles Sports Arena |
| 25 aprile 1975 | Los Angeles       | Stati Uniti  | Los Angeles Sports Arena |
| 26 aprile 1975 | Los Angeles       | Stati Uniti  | Los Angeles Sports Arena |
| 27 aprile 1975 | Los Angeles       | Stati Uniti  | Los Angeles Sports Arena |
| 7 giugno 1975  | Atlanta           | Stati Uniti  | Atlanta Stadium          |
| 9 giugno 1975  | Landover          | Stati Uniti  | Capital Centre           |
| 10 giugno 1975 | Landover          | Stati Uniti  | Capital Centre           |
| 12 giugno 1975 | Filadelfia        | Stati Uniti  | The Spectrum             |
| 13 giugno 1975 | Filadelfia        | Stati Uniti  | The Spectrum             |
| 15 giugno 1975 | Jersey City       | Stati Uniti  | Roosevelt Stadium        |
| 16 giugno 1975 | Uniondale         | Stati Uniti  | Nassau Coliseum          |
| 17 giugno 1975 | Uniondale         | Stati Uniti  | Nassau Coliseum          |
| 18 giugno 1975 | Boston            | Stati Uniti  | Boston Garden            |
| 20 giugno 1975 | Pittsburgh        | Stati Uniti  | Three Rivers Stadium     |
| 22 giugno 1975 | Milwaukee         | Stati Uniti  | County Stadium           |
| 23 giugno 1975 | Detroit           | Stati Uniti  | Olympia Stadium          |
| 24 giugno 1975 | Detroit           | Stati Uniti  | Olympia Stadium          |
| 26 giugno 1975 | Montreal          | Canada       | Autostade                |
| 28 giugno 1975 | Hamilton, Ontario | Canada       | Ivor Wynne Stadium       |
| Europa         |                   |              |                          |
| 5 luglio 1975  | Stevenage         | Regno Unito  | Knebworth Park           |

## Scaletta
Prima parte
1. Raving and Drooling (prima versione di Sheep)
2. You've Got to Be Crazy (prima versione di  Dogs)
3. Shine On You Crazy Diamond (Parts I-V)
4. Have a Cigar
5. Shine On You Crazy Diamond (Parts VI-IX) (Suonata a Milwaukee)

Seconda parte
- The Dark Side of the Moon (album intero)

Bis
1. Echoes